# ریکاردو کوارشما
ریکاردو آندراده کوارشما برناردو (به پرتغالی: Ricardo Andrade Quaresma Bernardo) (تلفظِ پرتغالی اروپایی:[ʁiˈkaɾðu kwɐˈɾɛʒmɐ]) (زاده ۲۶ سپتامبر ۱۹۸۳) بازیکن سابق فوتبال اهل کشور پرتغال است.
او فوتبالش را در نوجوانی در تیم اسپورتینگ لیسبون در پرتغال آغاز کرد و همچنین برای بارسلونا، اینتر میلان، چلسی، بشیکتاش و الاهلی دبی بازی کرد، اما بهترین سال‌های زندگی خود را در پورتو سپری کرد. او محبوب است برای ترکیب رپرتوار از ترفندها به سبک خود را از بازی، از جمله ربونا و trivela، دوم خم شدن کات با خارج از پای راست خود است. یک برنده که می‌تواند بر روی هر دو طرف بازی کند، کیفیتش از سرعت و ظرافت یک مشکل عادی برای مخالفت با دفاع است. از وی به عنوان سلطان کات بیرون پا یاد می‌شود
کوارشما از سال ۲۰۰۳ تاکنون بیش از ۸۰ بازی برای تیم ملی پرتغال دارد. او در سه قهرمانی اروپایی، از جمله مبارزات پیروزمندانه خود در یورو ۲۰۱۶ و پایان نیمه نهایی خود در یورو ۲۰۱۲، و همچنین در جام جهانی ۲۰۱۸، نشان داد و با گلی که به الگو:Country data URG در آخرین بازی مرحله گروهی زد توانست تیم پرتغال را راهی مرحله بعد مسابقات جام جهانی ۲۰۱۸ کند.

## زندگی
بخشی از اصالت کوارشما کولی است و به همین خاطر به او لقب "O Cigano" به معنای «کولی» داده‌اند. او هنگام حرف زدن در مورد یک اصطلاح توهین‌آمیز نژادی که ظاهراً در سال ۲۰۱۴ یک رقیب خطاب به وی استفاده کرده‌است، گفت: «هنگامی که من می‌شنوم مردم می‌گویند که امروزه دیگر نژادپرستی وجود ندارد، باعث خنده من می‌شود. وقتی که چیزی در پرتغال اتفاق می‌افتد، همواره گناه کولی‌ها، سیاهپوستان، مهاجران است. زندگی با وجود این دشوار است.»
کوارشما دارای دو پسر با شریک زندگی خود و یک دختر از یک رابطه قبلی است. نام همسر او دافنیه می‌باشد و دارای دو فرزند می‌باشند.
او مذهبش را به کاتولیک تغییر داده‌است و در ژوئیه ۲۰۱۶، همراه با پسرانش در پرو پینیرو، سینترا، غسل تعمید داده شد. هم‌تیمی‌های او الیسئو و کارلوس مارتینز نیز در این رویداد حضور داشتند.